# Idaea griveaudi
Idaea griveaudi là một loài bướm đêm trong họ Geometridae.